# 東明寺 (和光市)
東明寺（とうみょうじ）は、埼玉県和光市白子にある臨済宗建長寺派の寺院である。山号は福田山で、東明禅寺とも呼ばれる。

## 歴史
1380年（康暦2年）に普明国師を勧請開山として迎え開山した。第7世常西和尚は行基作と伝えられる赤池堂観世音を境内に安置し、これにより「吹上観音」として知られるようになる。

## 文化財

### 百庚申
観音堂の裏手に庚申塔が135基も置かれており、これを百庚申という。それぞれの庚申塔の作成年次は江戸時代中期の宝暦年間から明治中期にわたっているが、江戸時代末期の1848年（嘉永元年）、同2年のものが約100基を数え、この時に親庚申塔が置かれた。1969年10月4日に和光市の有形文化財 民俗資料に指定されている。

### 鰐口
観音堂で長く使われた鰐口は1571年（元亀）2年後北条氏に仕えた河村弥二郎より寄進されたものである。和光市に現存する最古の金工芸品として、1959年7月13日に和光市の有形文化財 工芸品に指定されている。

### 三十三観音像
西国三十三霊場を勧請した33体の観音像。聖観音立像4体、十一面観音立像4体、千手観音立像13体、千手観音座像4体、如意輪観音座像6体、馬頭観音座像2体である。

### 仁王像
仁王門の木造仁王像は高さ2m超で、和光市最大の仏像である。江戸時代前期の作と推定される。

### 扁額
「観世音」と書かれた、三井親和の手による扁額が掲げられている。